# 1970 год в истории железнодорожного транспорта
1970 год в истории железнодорожного транспорта

## События
- В Швеции открыт Шведский железнодорожный музей.

## Новый подвижной состав
- В СССР на Днепропетровском электровозостроительном заводе начато производство промышленных узкоколейных электровозов ПЭУ1.
- В СССР на Калининском вагоностроительном заводе создан скоростной вагон-лаборатория.
- В США на заводах компании Electro-Motive Diesel освоен выпуск тепловозов серии DDM45.